# 武下公美
武下 公美（たけした くみ、1982年9月22日 - ）は、日本のタレント、女優。
東京都出身。所属事務所はエイベックス・マネジメント。かつてはプラチナムプロダクションに所属していた。移籍の際、竹下久美から武下公美へと名前を変えている。

## 来歴・人物
母親の実家である福井県で生まれ、その後東京で育つ。兄が1人いる。
私立成城学園幼稚園に入学し、エスカレーターで成城大学文芸学部マスコミュニケーション学科卒業。幼稚園の頃からクラシックバレエを習い、中学時代はバトントワリング部に入っていた。
ブログでは読者のことを「くみ員」と称し、読者も武下のことを「組長・くみ長」と称する。
2011年9月22日、自身の29歳の誕生日に結婚。2012年4月30日に長男を、2014年9月3日に長女を出産。現在2児の母。出産を機に仕事を休業することをブログにて報告している。

### 交友関係
- かつて同じ事務所に所属していた杉浦美帆とは『汐留スタイル!』で共演。表舞台から退いた今でも交流が深い[6][7]。
- フリーアナウンサーの白井佐奈は中学時代からの親友で、同じバトントワリング部に入っていた[8]。
- モデルの木下ココは高校・大学時代の同級生[9]。

## 出演

### テレビドラマ
- ラストプレゼント 娘と生きる最後の夏（日本テレビ系）
- 水曜ミステリー9『警察署長・たそがれ正治郎 〜隅田川不連続殺人事件〜』（テレビ東京系）
- あしたの、喜多善男〜世界一不運な男の、奇跡の11日間〜（関西テレビ・フジテレビ系）
- 無理な恋愛（関西テレビ・フジテレビ系）
- 土曜ワイド劇場『天才刑事・野呂盆六5 富山・宇奈月温泉復讐殺人!』（2010年6月12日、朝日放送制作・テレビ朝日系）

### バラエティ番組
- Felice（BS-i）
- 汐留スタイル!（日本テレビ）- 水曜レギュラー
- ハツラツ道場（NHK）
- 堂本剛の正直しんどい（テレビ朝日）
- ドスペ2『恋のエプロン』（テレビ朝日）
- 旅のごちそうばなし　飛騨・高山市「もう一つの宝物」（旅チャンネル）

### 映画
- かさぶた姫（2009年）
- カスタードプリン（2010年）
- 大人になった夏（2010年）
- 恋の正しい方法は本にも設計図にも載っていない（2010年）

### CM
- 松竹梅・天（宝酒造）
- グリーンチャンネル 番組ナビゲーター（2009年）
- スバル

### 舞台
- 蛇姫様〜わが心の奈蛇〜（ル・テアトル銀座）
- SAMURAI7（新宿コマ劇場）
- 東京俳優市場
- バレンタイン☆キッス（シアターアプル）
- 人のフリン見て（三百人劇場）
- Knock Out Brother〜2005version〜（池袋シアターグリーン・メインホール）
- 月の子供（萬スタジオ）
- Zip-A-Dee-Doo-Dah（2010年6月、シアターサンモール）

### DVD
- リアル隠れんぼ - 主演：篠田理彩子 役
- 着信 - 主演：さくら 役

### その他
- ヤクルト化粧品 - ikitel